# James Bridges
Pour les articles homonymes, voir Bridges.
James Bridges est un scénariste, réalisateur et producteur américain né le 3 février 1936 à Paris, Arkansas (États-Unis), mort le 6 juin 1993 à Los Angeles (Californie).

## Biographie
Bridges a passé son enfance à Paris (Arkansas). À partir de 1958, il a vécu en couple avec l'acteur Jack Larson. Remarqué par le producteur Norman Lloyd, Bridges fait ses débuts de scénariste avec la série télévisée Alfred Hitchcock présente. L'un des épisodes de cette série, An Unlocked Window, lui vaut le prix Edgar 1966 de l'association des Mystery Writers of America pour le meilleur épisode dans une série télévisée.
Simultanément, Bridges enchaîne les scénarios de plusieurs films remarquables : The Baby Maker, La Chasse aux diplômes, September 30, 1955, Le Syndrome chinois, Urban Cowboy, Mike's Murder (en), Perfect et Les Feux de la nuit. Bridges sera le Pygmalion de l'actrice Debra Winger.[réf. nécessaire]
En 1990, on lui diagnostique un cancer de l'intestin. Il meurt à 57 ans d'une défaillance du foie à UCLA Medical Center le 6 juin 1993. Il est enterré au cimetière d'Oakwood dans sa ville natale de Paris (Arkansas),,.

## Filmographie

### Scénariste
- 1966 : L'Homme de la Sierra (The Appaloosa)
- 1969 : The Flim-Flam Man (TV)
- 1970 : Le Cerveau d'acier (Colossus: The Forbin Project)
- 1970 : The Baby Maker
- 1972 : When Michael Calls (en) (TV)
- 1972 : Limbo (en)
- 1973 : La Chasse aux diplômes (The paper Chase)
- 1977 : September 30, 1955
- 1979 : Le Syndrome chinois (The China Syndrome)
- 1980 : Urban Cowboy
- 1984 : Mort d'un dealer... (en) (Mike's Murder)
- 1985 : Perfect
- 1990 : Chasseur blanc, cœur noir (White Hunter Black Heart)

### Réalisateur
- 1970 : The Baby Maker
- 1973 : La Chasse aux diplômes
- 1977 : September 30, 1955
- 1979 : Le Syndrome chinois (The China Syndrome)
- 1980 : Urban Cowboy
- 1984 : Mort d'un dealer... (en) (Mike's Murder)
- 1985 : Perfect
- 1988 : Les Feux de la nuit (Bright Lights, Big City)

### Producteur
- 1985 : Perfect

## Récompenses et nominations

### Récompenses
- prix Edgar 1966 de l'association des Mystery Writers of America pour le meilleur épisode dans une série télévisée.

### Nominations
- Oscar du meilleur scénario adapté pour La Chasse aux diplômes (1974)
- Oscar du meilleur scénario original pour Le Syndrome chinois (1980)